# Tiburce Oger

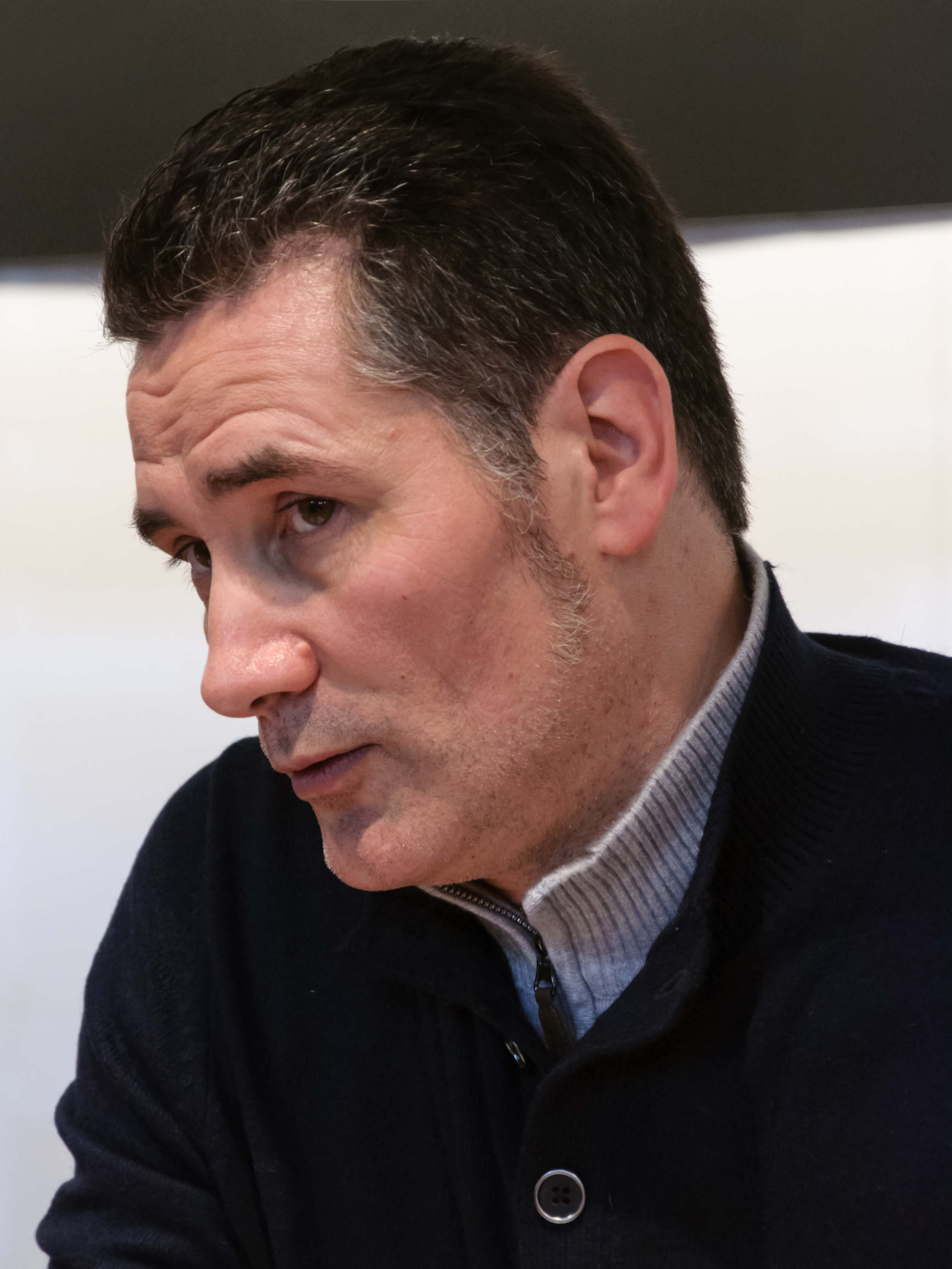
Tiburce Oger in 2013

Tiburce Oger (La Garenne-Colombes, 21 april 1967) is een Frans scenarist en tekenaar van stripverhalen waaronder Het Pad Van De Schimmen en Gorn.
- Bibliothèque nationale de France: cb129861758 (data)
- Gemeinsame Normdatei: 1146082398
- International Standard Name Identifier: 0000 0001 0893 3890
- Library of Congress Control Number: no2018032702
- Nationale Bibliotheek van Tsjechië: pna2017973743
- Nederlandse Thesaurus van Auteursnamen: 146410785
- Système universitaire de documentation: 055278310
- Virtual International Authority File: 44431496
- WorldCat: E39PBJgHcy4PbgDGgGQt7YPxXd